# Aderus chariensis
Aderus chariensis é uma espécie de inseto besouro da família Aderidae. Foi descrita cientificamente por Maurice Pic em 1911.

## Distribuição geográfica
Habita em Chade.